# Marantao
Marantao (Bayan ng Marantao) är en kommun i Filippinerna. Kommunen ligger på ön Mindanao, och tillhör provinsen Lanao del Sur. Folkmängden uppgår till 24 647 invånare.

## Barangayer
Marantao är indelat i 34 barangayer.
| - Bacayawan - Cawayan Bacolod - Bacong - Camalig Bandara Ingud - Camalig Bubong - Camalig (Pob.) - Inudaran Campong - Cawayan - Daanaingud - Cawayan Kalaw - Kialdan - Lumbac Kialdan | - Cawayan Linuk - Lubo - Inudaran Lumbac - Mantapoli - Matampay - Maul - Nataron - Pagalongan Bacayawan - Pataimas - Poona Marantao - Punud Proper | - Tacub - Maul Ilian - Palao - Banga-Pantar - Batal-Punud - Bubong Madanding (Bubong) - Ilian - Inudaran Loway - Maul Lumbaca Ingud - Poblacion - Tuca Kialdan |